# Enosteoides
Enosteoides is een geslacht van kreeftachtigen uit de klasse van de Malacostraca (hogere kreeftachtigen).

## Soorten
- Enosteoides lobatus Osawa, 2009
- Enosteoides melissa (Miyake, 1942)
- Enosteoides ornatus (Stimpson, 1858)
- Enosteoides palauensis (Nakasone & Miyake, 1968)
- Enosteoides philippinensis Dolorosa & Werding, 2014